# Distretto di Phoukhoune
Il distretto di Phoukhoune è uno degli undici distretti (mueang) della provincia di Luang Prabang, nel Laos.